# Joseph Van Loocke
Joseph Lodewijk Marie Van Loocke (Hoogstraten, 4 juli 1899) was een Belgisch moderne vijfkamper.

## Levensloop
Van Loocke nam deel aan de Olympische Zomerspelen van 1924 te Parijs. Hij werd er 18e in het eindklassement van de moderne vijfkamp.